# اوپتا اسپورتس
اوپتا اسپورتس (انگلیسی: Opta Sports) شرکت تجهیزات ورزشی بریتانیایی است، که در سال ۲۰۰۱ تأسیس شد.